# Palazzo del Te

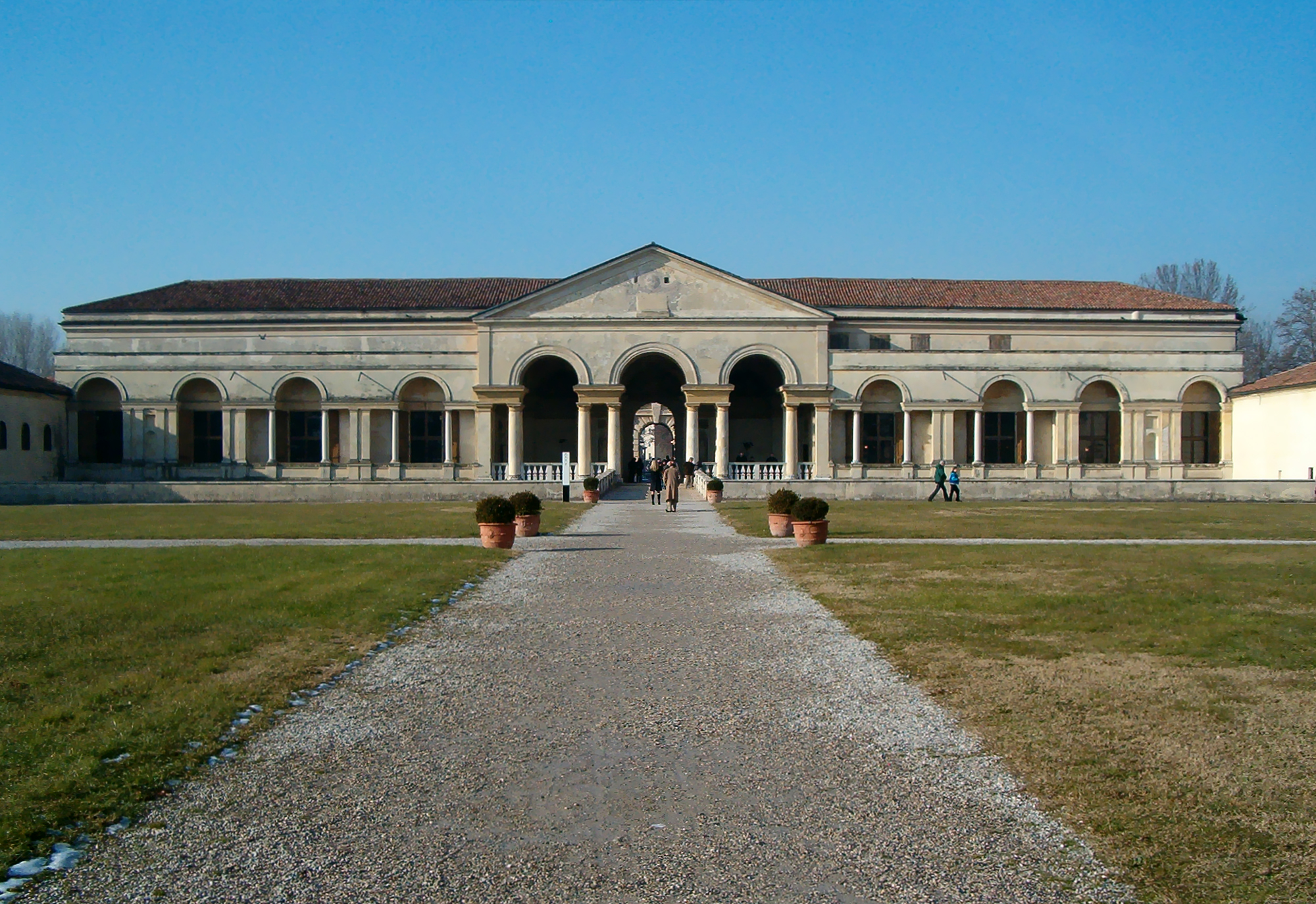
Palazzo Te

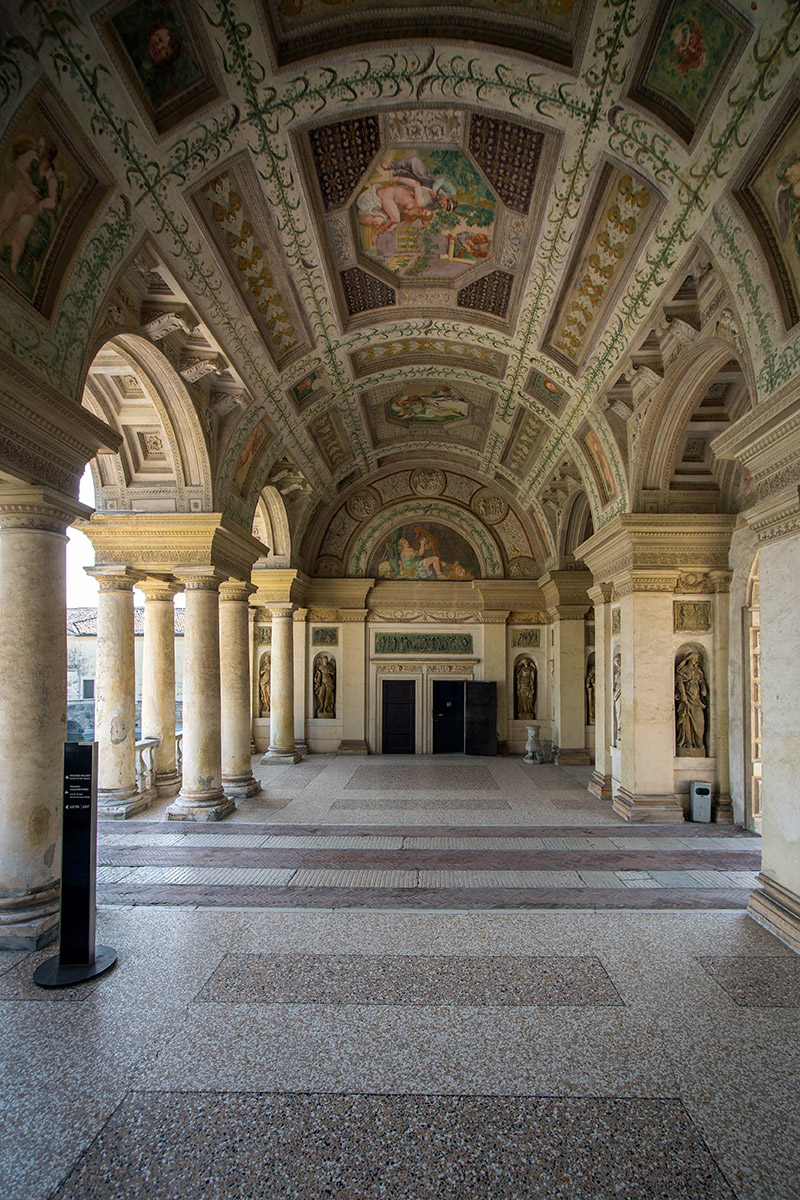
Loggia

Der Palazzo del Te (auch Palazzo Te) ist eine schlossartige Palastanlage am Rand der Altstadt von Mantua in Italien. Der Komplex wurde ab 1524 im Auftrag von Federico II. Gonzaga, Markgraf von Mantua, errichtet. Für den Entwurf und die Bauleitung war der Künstler Giulio Romano zuständig. Berühmt ist die Architektur durch ihren spielerischen Umgang mit architektonischen Konventionen; das Innere besitzt eine aufwändige Ausstattung mit Fresken und Stuckdekorationen.

## Geschichte
Federico II. Gonzaga beschloss 1524 die Errichtung einer großzügigen Palastanlage, die als Villa Suburbana den in der Stadt gelegenen Palazzo Ducale ergänzen sollte. Der vorgesehene Standort befand sich bei den gräflichen Stallungen auf der Isola del Teieto (kurz 'Te'), am Rand der Sümpfe außerhalb der Stadtmauern Mantuas.
Mit dem Bau wurde der Maler und Architekt Giulio Romano, ein Schüler Raffaels, beauftragt. Das Hauptgebäude, eine vierflüglige, einen Hof umschließende Anlage über einem quadratischen Grundriss, entstand innerhalb von 18 Monaten. An den Palast schließt sich ein Garten an, den eine halbkreisförmige Schauarchitektur, die Esedra, abschließt.
Anscheinend war der Palazzo del Te auch im Hinblick auf Staatsbesuche geplant worden und sollte Macht, Reichtum und Geschmack Federico II. Gonzagas demonstrieren. Zu den Gästen zählte unter anderen Kaiser Karl V., der anlässlich seines Besuchs 1530 seinen Gastgeber Federico II. Gonzaga zum Herzog erhob.
Nach etwa einem Jahrhundert verlor Mantua seine Bedeutung. 1630 wurden die Stadt und der Palast während des Mantuanischen Erbfolgekrieges und der Eroberung der Stadt durch kaiserliche Truppen geplündert; die verbliebene Bevölkerung wurde Opfer einer des schlimmsten Pestepidemien der Geschichte. Der seiner mobilen Ausstattung beraubte Palast blieb als leere Hülle zurück.

## Gebäude
Wie bei der Villa Farnesina erlaubte auch hier die Lage außerhalb der Stadt die Mischung aus Palast und Villa. Die vier Außenfassaden haben flache Wandpfeiler vor zurücktretenden Wänden. Das Fensterwerk zeigt an, dass der Piano nobile im Erdgeschoss liegt, ein Obergeschoss darüber. Die dem Garten zugewandte Ostfassade unterscheidet sich von den drei anderen durch die große zentrale Loggia mit ihren drei Serliana-Öffnungen. Die Fassaden sind nicht so symmetrisch wie sie aussehen, die Abstände der Säulen sind unregelmäßig. Das Zentrum der Nord- und Südfassade wird durch zweigeschossige Bögen ohne Portikus oder Giebeldreieck durchbrochen, und nur ein einfacher gedeckter Gang führt in den Innenhof.

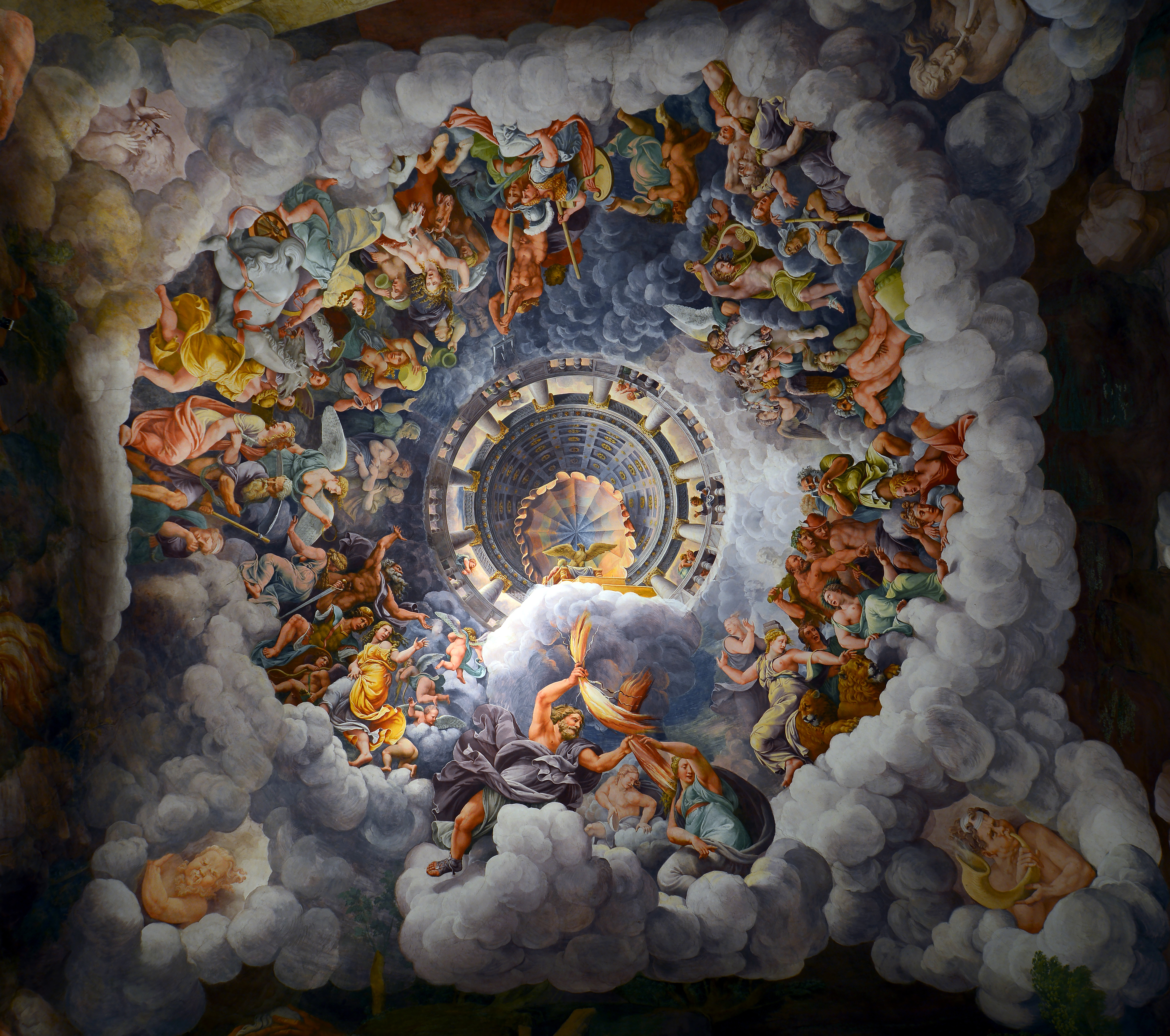
Das berühmteste Fresko des Manierismus: Giulio Romanos Täuschung erfindet eine Kuppel und löst die Architektur des Raumes in den Fall der Giganten auf

Wenige Fenster gehen auf diesen Hof, den Cortile; die Säulenwände sind auf allen Seiten mit tiefen Nischen und blinden Fenstern versehen, und die Flächen dazwischen sind mit Spezzato versehen, der den Oberflächen Leben und Tiefe einhaucht.
Nachdem der Rohbau fertig gestellt war, begannen die Ausstattungsarbeiten: zehn Jahre lang waren Stuckateure und Maler beschäftigt, bis kaum noch eine Oberfläche in den Loggien und Salons unverziert war. Zu den Künstlern gehörten neben Giulio Romano auch Benedetto Pagni aus Brescia und Rinaldo Mantovano, „Scalzi“ genannt. Von letzterem stammt beispielsweise die Darstellung der Pasiphaë mit dem Stier an der Ostwand der Camera di Psiche.
Die Themen der zum Teil sehr ungewöhnlichen malerischen Ausstattung des Palastes reichen von einem olympischen Bankett in der Sala di Psiche über die Pferdeporträts in der Sala dei Cavalli bis zu der von Giulio Romano freskierten Sala dei Giganti mit ihren Gigantensturz. An der Ausschmückung der Deckenfelder war Gianfrancesco Penni beteiligt.
Einer der reizvollsten Teile ist das Casino della Grotta, eine kleine Folge von Privaträumen rund um eine Grotte und die Logetta, die eine kleine Kaskade enthielt. Das Wasser lief über Kieselsteine und Muscheln, die in die Wände eingelassen waren.

## Rezeption
Der Palazzo del Te war möglicherweise das Vorbild der ersten nach italienischem Vorbild errichteten Palastanlage nördlich der Alpen, der ab 1536 errichteten Italienische Bau der Stadtresidenz Landshut. Ob italienische Baumeister – vielleicht sogar Giulio Romano selbst – am Landshuter Entwurf beteiligt waren und wie sehr sich der Italienische Bau am Palazzo del Te orientiert, wird in der kunstwissenschaftlichen Forschung diskutiert. Zweifel äußerte beispielsweise Heifried Wischermann in einem Aufsatz von 1979.

## Sammlungen
In Teilen des Palazzo ist heute das Museo Civico untergebracht, das folgende Sammlungen präsentiert:
- Die Sammlung  mesopotamischer Kunst von Ugo Sissa
- Die Sammlung ägyptischer Kunst von Giuseppe Acerbi
- Eine numismatische Ausstellung aus der Aera der Gonzaga
- Die Schenkung der Familie Arnoldo Mondadori mit Werken von Federico Zandomeneghi und Armando Spadini

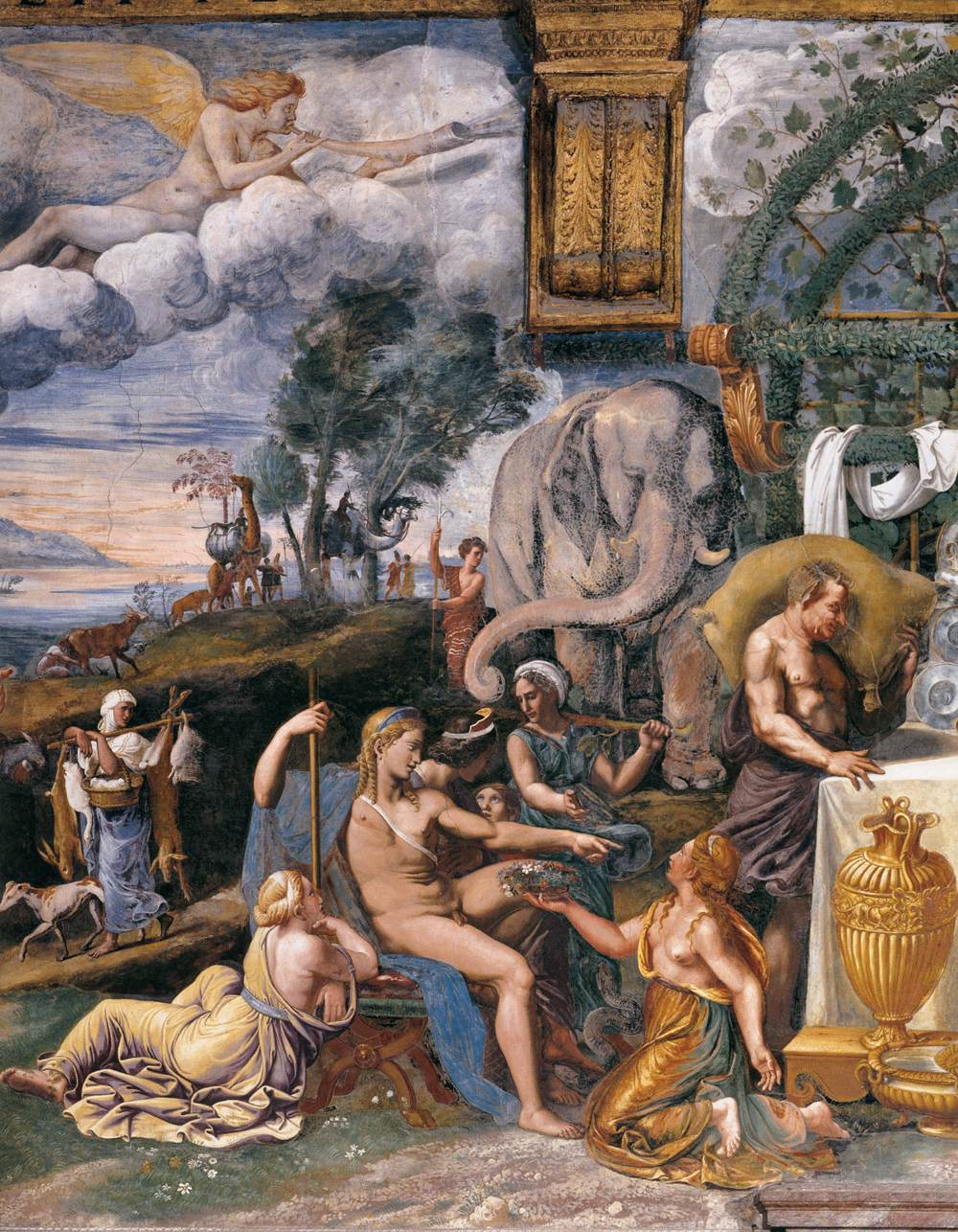
Giulio Romano: "Tribut an Apoll" in der Sala di Psiche
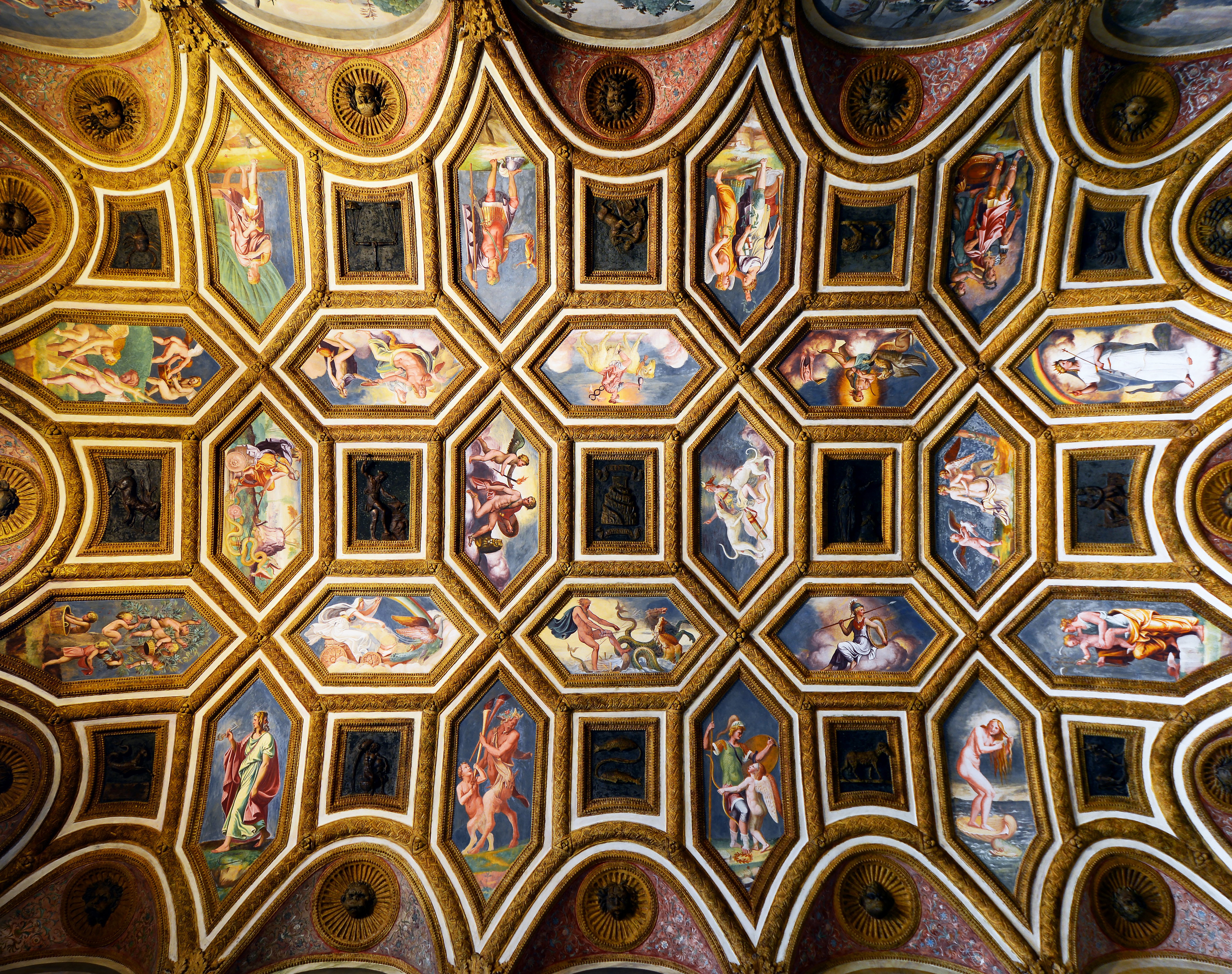
Decke im Saal der Winde
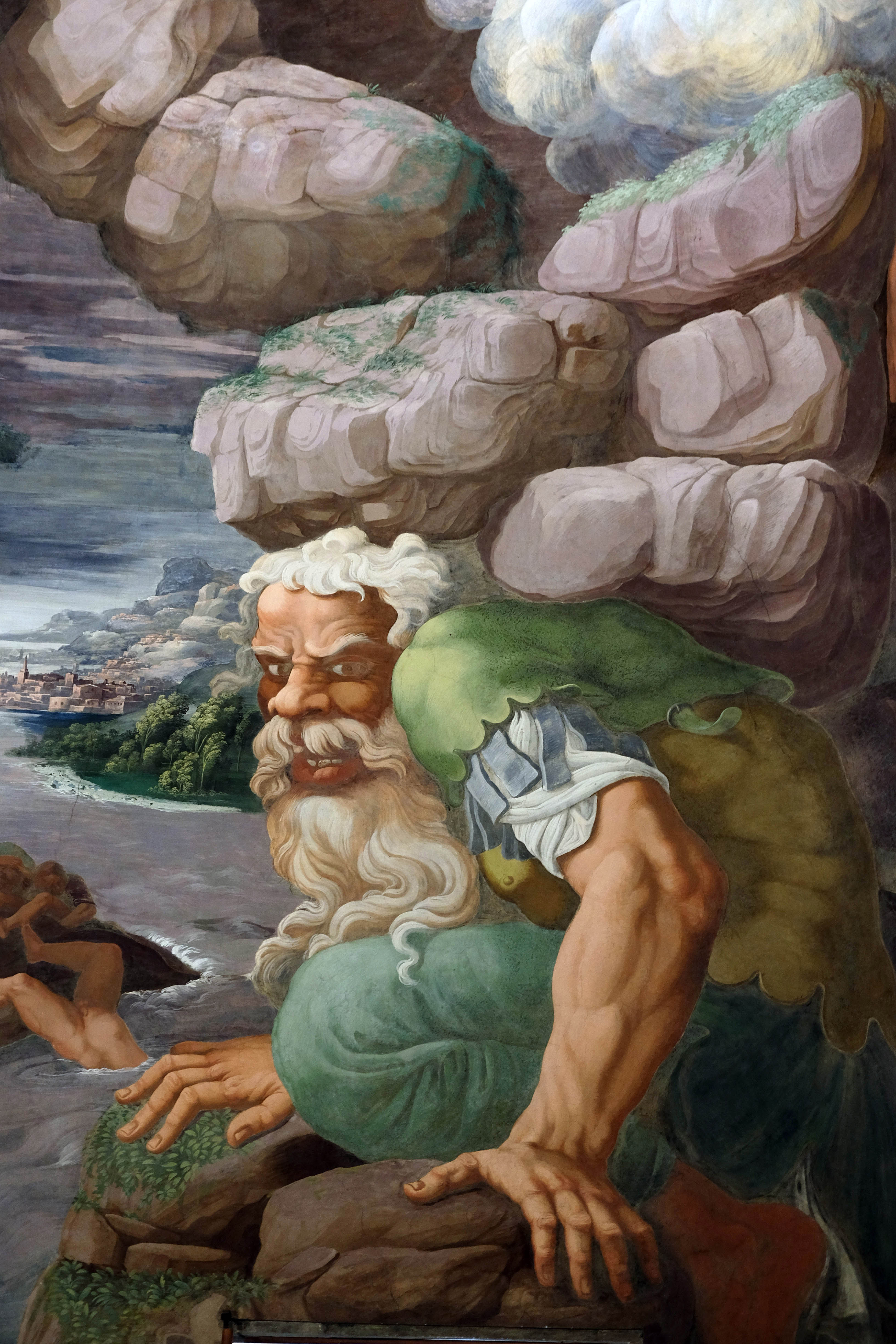
Giulio Romano: Riese an der Westwand der Sala dei Giganti
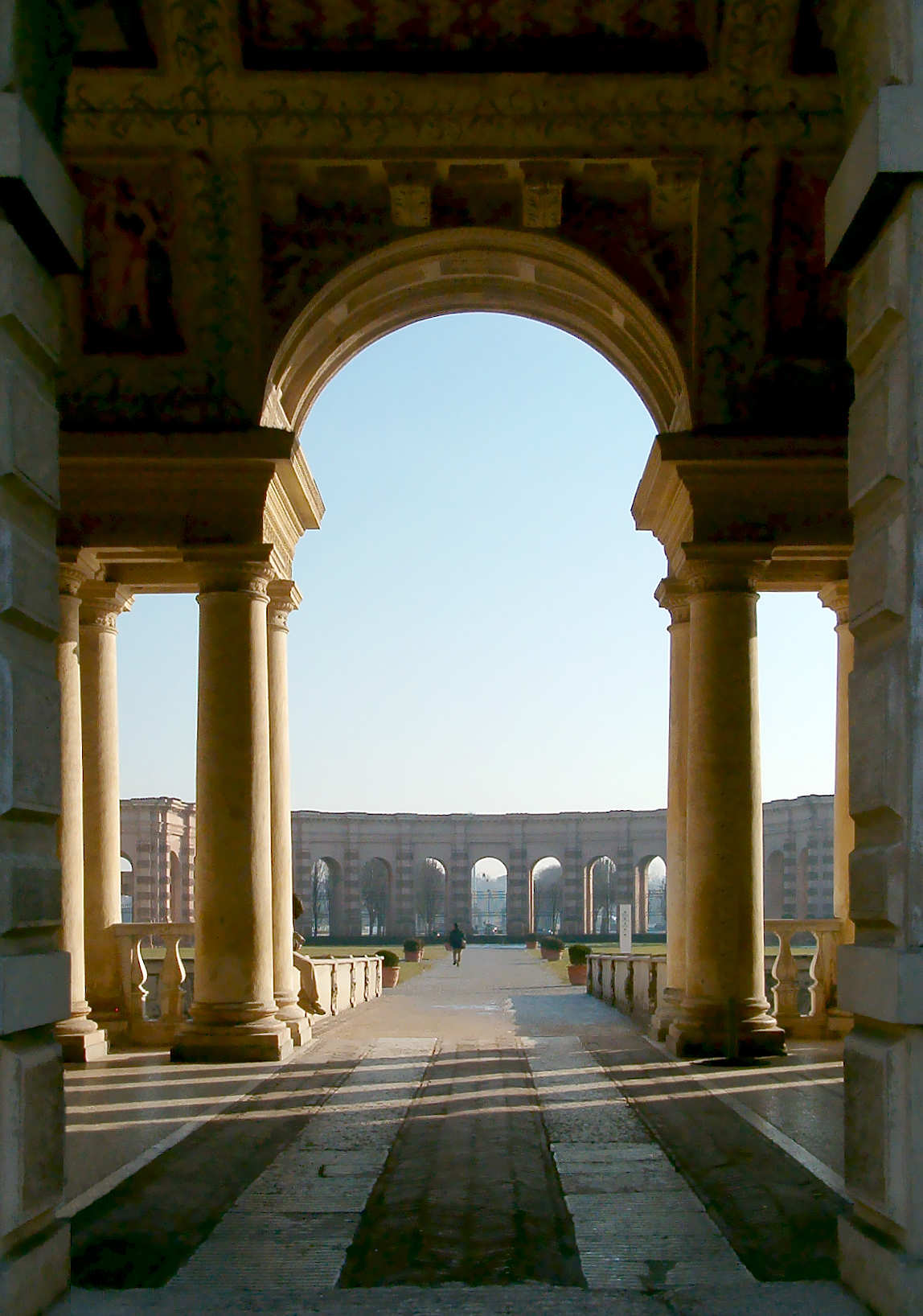
Im gesamten Gebäude befinden sich Variationen des Venezianischen Fensters
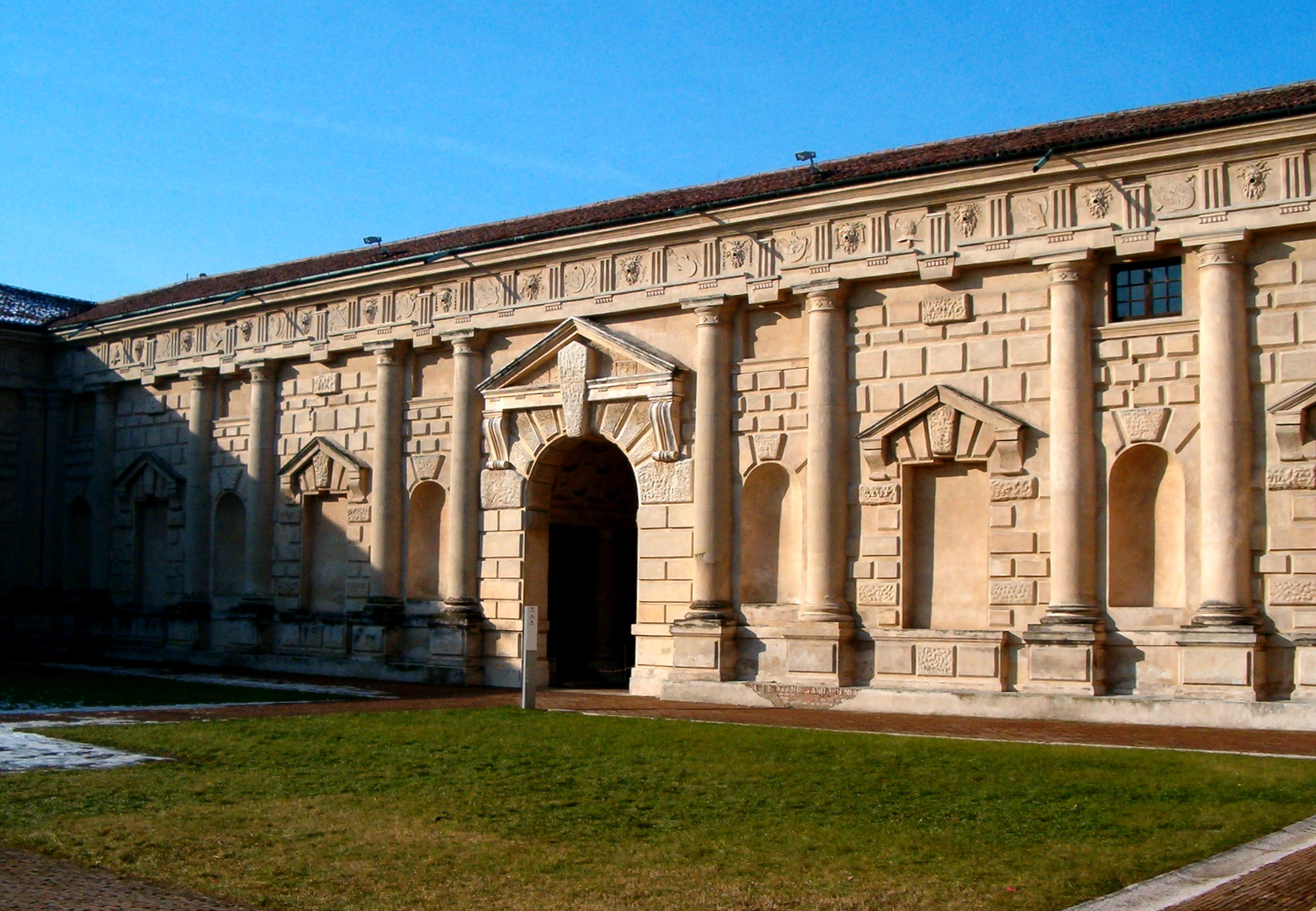
Ansicht des cortile